# Aittosaari (ö i Karstula)
Aittosaari är en liten ö i Finland. Den ligger i sjön Vahanka och i kommunen Karstula i den ekonomiska regionen  Saarijärvi-Viitasaari och landskapet Mellersta Finland, i den centrala delen av landet, 300 km norr om huvudstaden Helsingfors. Öns area är 2,5 hektar och dess största längd är 370 meter i sydöst-nordvästlig riktning.